# Orrtükör nélküliek
Az orrtükör nélküliek vagy orrtükör nélküli főemlősök (Haplorrhini) a méhlepényes emlősök (Eutheria) alosztályába tartozó főemlősök (Primates) egyik alrendje. Két alrendága a majomalkatúaké (Simiiformes) és a koboldmaki-alkatúaké (Tarsiiformes).
A két ág fejlődése mintegy 58 millió éve, a késő paleocén időszakban vált szét. Feltételezett közös ősük a csak ősmaradványokból ismert omomifélék (Omomydae) közül kerülhetett ki – az omomifélék a ma élő koboldmakifélékhez hasonló, de jóval kisebb szemű, feltehetőleg fán élő, de nappali állatok voltak.
(Az orrtükör – latinul rhinarium – az orr végének szőrtelen, jellegzetes szerkezetű bőrfelülete az orrlyukak körül. A terület sok esetben barázdált, nedves, mint például a kutyáknál.)